# Gert Blume
Gert Blume, född okänt år i Bremen, död 1664 i Stockholm, var en tysk-svensk bild- och stenhuggare.
Han var bror till Didrik, Johan och Henrik Blume.
Blume var verksam i Stockholm som bild- och stenhuggare. Han var en av sex stenhuggarmästare som 1639 grundade Stockholms sten och bildhuggarämbete. Blume utförde stenarbeten för Per Sparre 1641, Bengt Bengtsson Oxenstierna 1642, Lennart Torstensson 1647 och Måns Erichsson 1648 under 1650-talet var han verksam vid Rosenhaneska palatset i Stockholm, Tyska kyrkan 1652 och Riddarholmskyrkan 1663.
Blume anges i litteraturen även som Blom, Blome och Bloome i historisk litteratur har namnformen Blume blivit den vedertagna i samtida handlingar torde Blom vara den vanligaste.